# Irene Stegun
Irene Ann Stegun (9 de febrero de 1919 - 27 de enero de 2008) fue una matemática de la Oficina Nacional de Normas que, junto con Milton Abramowitz, editó un libro clásico de tablas matemáticas llamado Un manual de funciones matemáticas, ampliamente conocido como Abramowitz y Stegun. Cuando Abramowitz murió de un ataque al corazón en 1958, Stegun se hizo cargo de la gestión del proyecto y terminó el manual en 1964, trabajando bajo la dirección del Jefe de Análisis Numérico de la NBS, Philip J. Davis, quien también contribuyó al proyecto del libro. 

## Semblanza
Stegun nació en Yonkers, Nueva York. Comenzó su carrera matemática durante la Segunda Guerra Mundial. Después de enseñar matemáticas en una escuela católica en Nueva York, se unió al Comité de Planificación del Proyecto de Tablas Matemáticas de la WPA, donde aprendió los conceptos básicos del análisis numérico de la presidenta del comité, Gertrude Blanch. Mientras trabajaba en el Proyecto de Tablas Matemáticas, completó una maestría en matemáticas en la Universidad de Columbia.
En 1948, Stegun y un puñado de otros miembros del Proyecto de Tablas Matemáticas se trasladaron a Washington D. C., donde establecieron el Laboratorio de Computación de la Oficina Nacional de Normas, que posteriormente llegaría a ser el NIST. Finalmente, se convirtió en jefa asistente del Laboratorio de Computación del NBS. En 1965 recibió una Medalla de Oro del Departamento de Comercio por sus esfuerzos para completar el proyecto. Ocupó el cargo de subdirectora del Laboratorio de Computación hasta que se convirtió en directora interina en 1965.